# Saint Croix

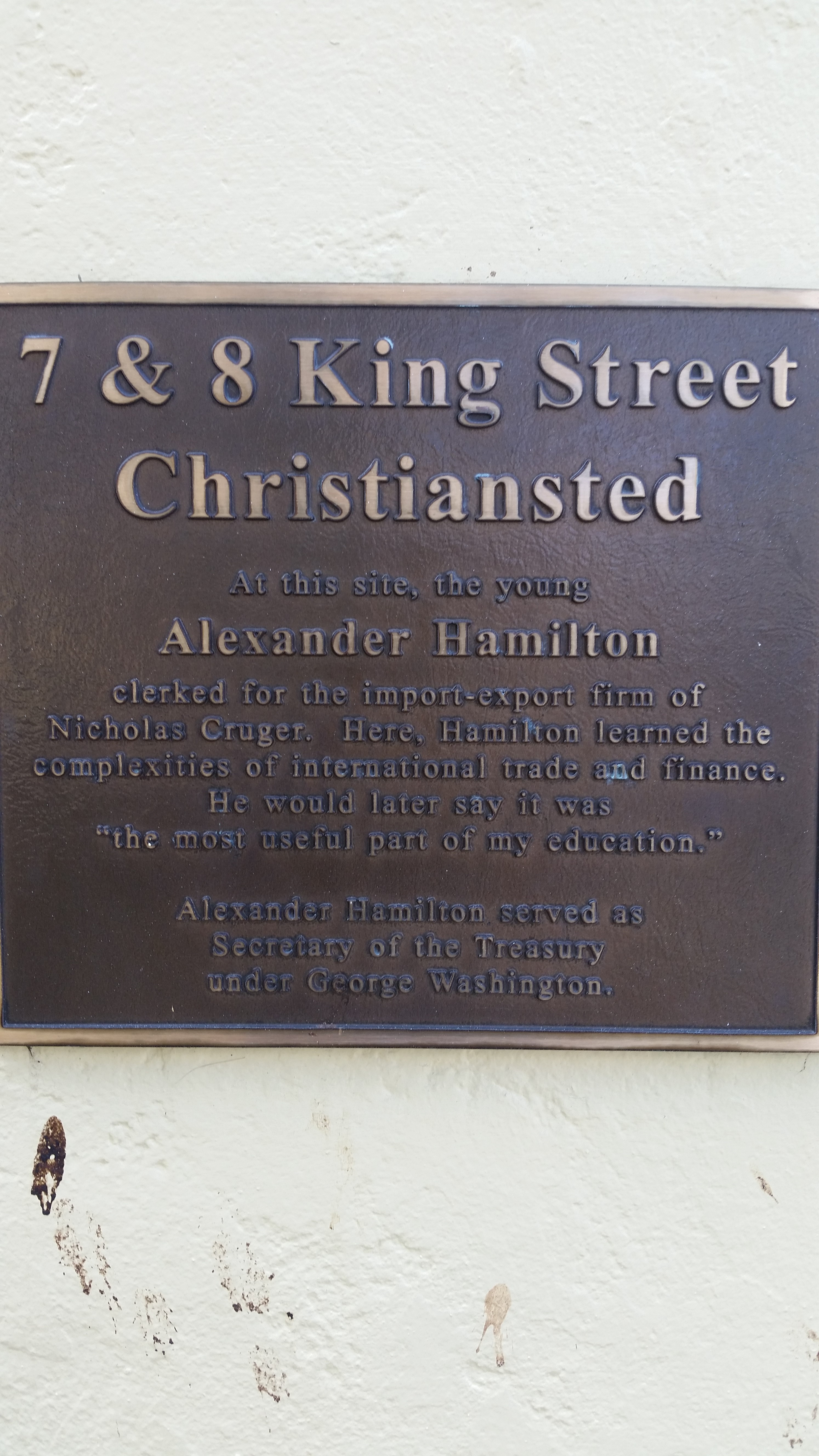
Mốc lịch sử cho Alexander Hamilton

Saint Croix (/ˈkrɔɪ/) là một hòn đảo ở Biển Caribê, và là một quận và thành phần quận của Quần đảo Virgin thuộc Hoa Kỳ (USVI), không hợp nhất lãnh thổ của Hoa Kỳ.
St. Croix là hòn đảo lớn nhất trong lãnh thổ. Tuy nhiên, thủ đô của lãnh thổ, Charlotte Amalie, nằm trên Saint Thomas. Theo điều tra dân số Hoa Kỳ năm 2010, dân số St. Croix là 50.601 người. Điểm cao nhất đảo là núi Eagle, độ cao 355 mét (1.165 ft). Tên hiệu của St. Croix là "Twin City", vì hai thị xã của nó, Frederiksted ở cuối phía tây và Christiansted ở đông bắc đảo.